# اسکات واکر

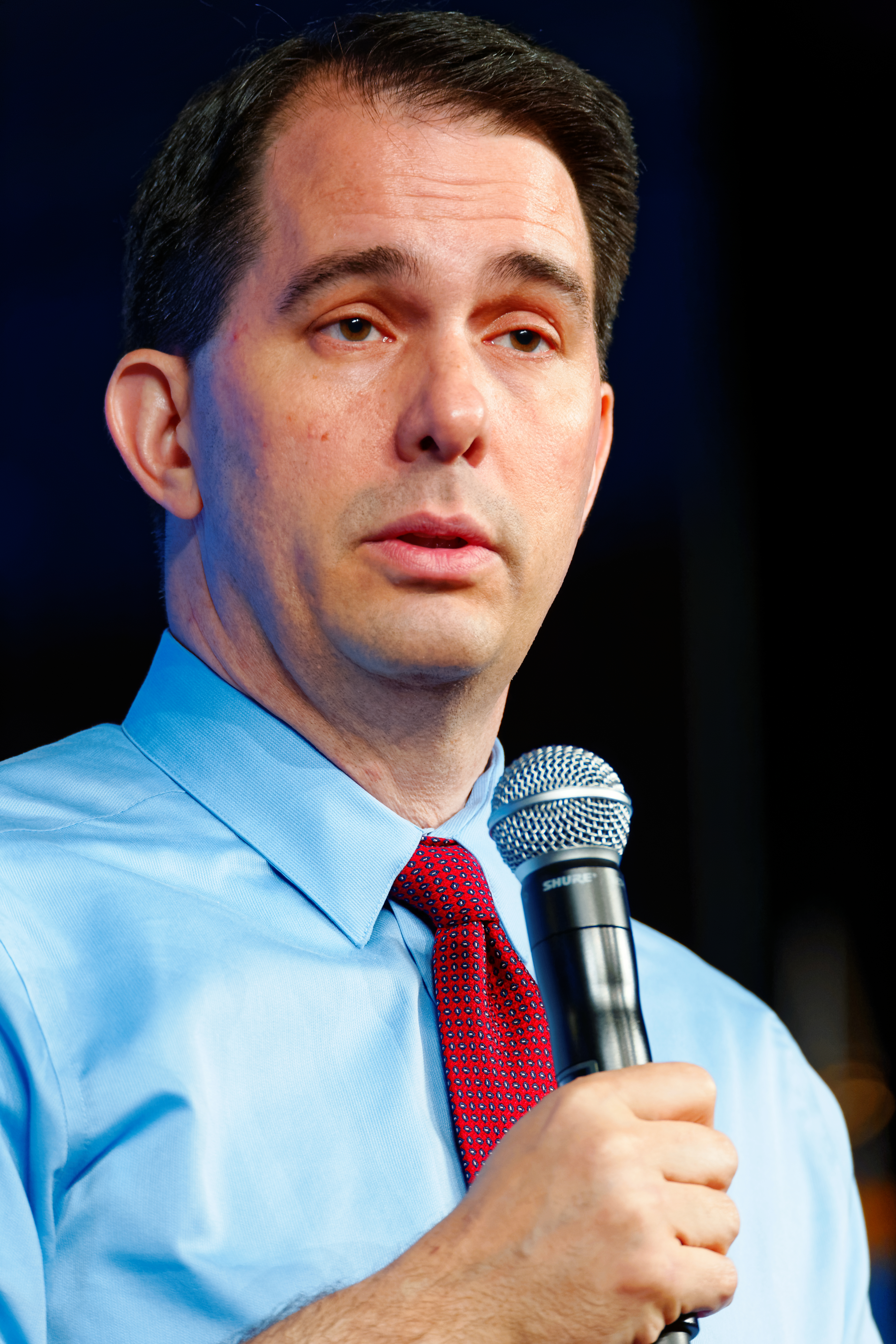

اسکات کوین واکر سیاستمدار آمریکایی و عضو حزب جمهوریخواه است که تا تاریخ ۷ ژانویه ۲۰۱۹ به عنوان ۴۵ مین فرماندار ویسکانسین مشغول به کار بود. او در سال ۲۰۱۱ با کسب ۵۲٪ آرا و شکست رقیب دمکرات خود بدین سمت برگزیده شد. دوره صدارت واکر همراه با یک میلیون دلار کاستن از هزینه کرد و بودجه دولتی و لغو بسیاری از حقوق چانه زنی جمعی اتحادیه‌های کارمندان دولتی بود. در سال ۲۰۱۲ مخالفانش خواهان انتخابات مجدد شدند و او دوباره در آن پیروز شد. او نخستین و تنها فرماندار آمریکا است که در انتخابات ویژه مجدد پیروز شده‌است. در انتخابات نوامبر ۲۰۱۴، واکر برای یک دورهٔ دیگر به این سمت برگزیده شد.
او در سال ۱۹۸۶ در دانشگاه مارکت میلواکی ثبت نام کرد ولی هرگز فارغ‌التحصیل نشد.
واکر در ۱۳ ژوئیه ۲۰۱۵، نامزدی خود را برای انتخابات ریاست جمهوری ۲۰۱۶ آمریکا از حزب جمهوریخواه از طریق رسانه‌های اجتماعی اعلام کرد و پس از افول در نظرسنجی‌ها در ۲۱ سپتامبر همان سال از دور رقابت‌ها کنار رفت.

## فرماندار ویسکانسین

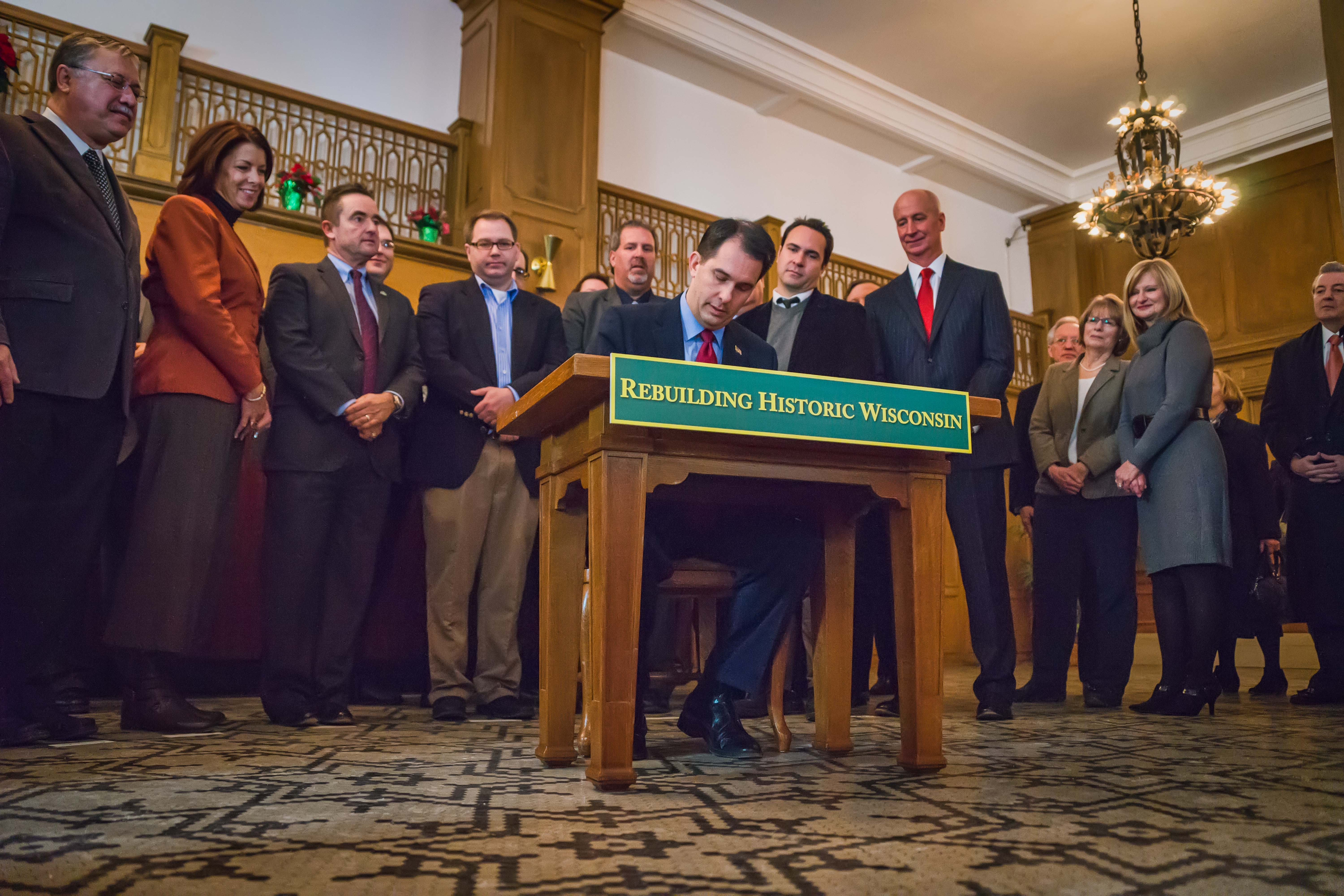
اسکات واکر فرماندار ویسکانسین در ۱۱ دسامبر ۲۰۱۳ از هتل نرتلند بازدید کرد و یک قانون تاریخی اعتبار مالیاتی را امضاء کرد.

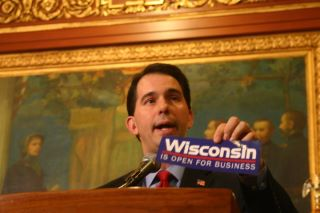
اسکات واکر ویسکانسین را باز برای کسب و کار اعلام کرد، فوریه ۲۰۱۳

واکر در ۳ ژانویه ۲۰۱۱ به عنوان ۴۵مین فرماندار ویسکانسین سوگند یاد کرد. مجلس ایالتی در ۲۵ ژانویه آن سال مجموعه قوانینی را با پشتیبانی واکر تصویب کرد که به گفته آسوشیتد پرس بزرگترین آن مالیات کسب و کارها را در دو سال به میزان ۶۷ میلیون دلار کم می‌کرد.
واکر با پیشنهاد قانون تعمیر بودجه ویسکانسین در سال ۲۰۱۱ به چهره‌ای با اهمیت ملی تبدیل شد. این قانون که نهایتاً به تصویب مجلس ویسکانسین رسید، فرایند چانه‌زنی دسته‌جمعی را برای بیشتر کارکنان دولت در ویسکانسین به‌طور قابل توجهی تغییر داد. مخالفین اقدامات واکر خواهان یک انتخابات میان‌دوره‌ای شدند و برای تحمیل این انتخابات در ۵ ژوئن ۲۰۱۲ حمایت کافی را کسب کردند، که نخستین باری بود که یک فرماندار ویسکانسین با انتخابات میان‌دوره‌ای مواجه می‌شد. واکر موفق شد با پیروزی در این انتخابات در برابر رقیب سابقش سمت خود را حفظ کند. او انتخابات را با درصدی اندکی بیشتر از انتخابات سال ۲۰۱۰ برد و نخستین فرماندار در آمریکا شد که موفق شده در یک انتخابات میان‌دوره‌ای سمت خود را حفظ کند.

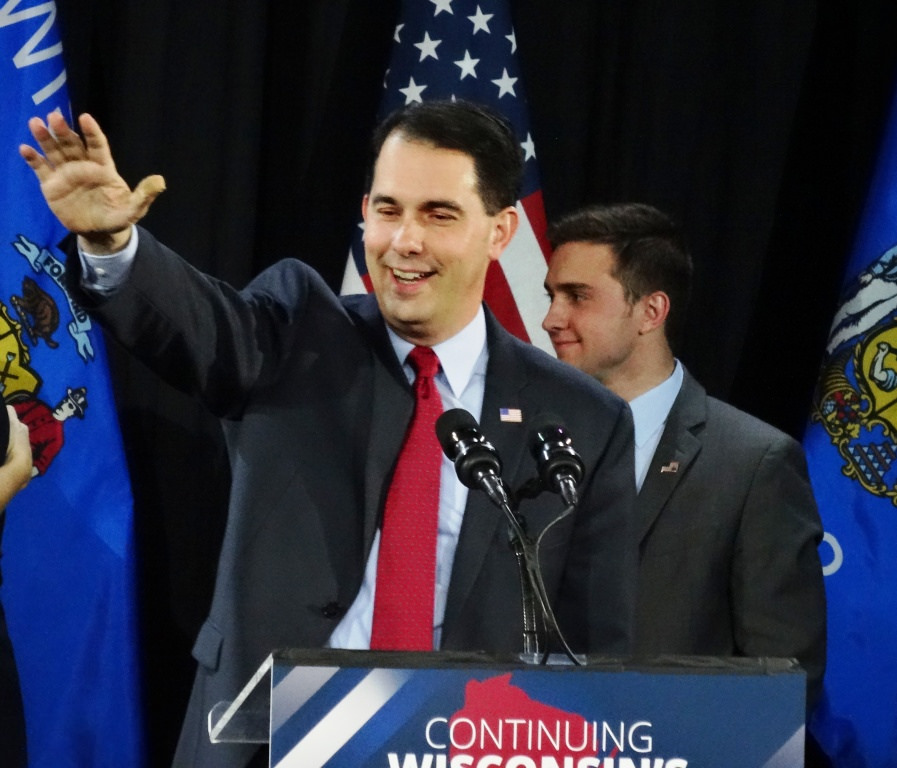

در دورهٔ تصدی واکر، بیش از ۱۰۰٬۰۰۰ شغل در ایالت ویسکانسین ایجاد شده‌است. به هر روی ویسکانسیت هنوز در تلاش برای بازیابی همهٔ شغل هاییست که پس از بحران اقتصادی سال ۲۰۰۸ از دست داد.

## کمپین ریاست جمهوری ۲۰۱۶

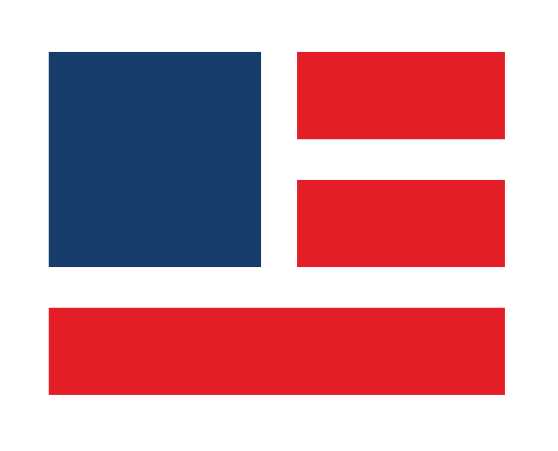
لوگوی کمپین واکر

در یک برنامهٔ جمع‌آوری کمک مالی در ۲۰ آوریل، دیوید کوک به اهداکنندگان گفت که او و برادرش که بر بزرگترین سازمان سیاسی خصوصی در کشور نظارت می‌کنند، بر این باورند که واکر می‌تواند نامزد جمهوریخواه باشد.
واکر در صبح روز ۱۳ ژوئیه نامزدی خود را از طریق رسانه‌های اجتماعی اعلام کرد.
در ۲۰ ژوئیه ۲۰۱۵، سایت کراودپک واکر را پس از تد کروز و رند پال سومین نامزد محافظه کار بر اساس تحلیل اهداکنندگان کمک مالی به کمپین‌ها اعلام کرد. سایت ۵۳۸ نیز بر اساس فاکتورهای دیگر او را سومین نامزد از لحاظ محافظه کاری رتبه‌بندی کرد.

## مواضع سیاسی
واکر در خصوص مسایل مالی و اجتماعی دیدگاه‌های محافظه‌کارانه دارد، و اعلام کرده در صورت تلاش برای کسب نامزدی حزب جمهوریخواه در انتخابات ریاست جمهوری به عنوان یک محافظه کار رقابت خواهد کرد.
اتحادیه‌های کارگری
واکر گفته که حقوق چانه زنی دسته جمعی اتحادیه‌های کارگران دولت توازن بودجهٔ ایالت را برهم می‌زند. واکر قانون حق کار کردن را امضاء کرد که به گفتهٔ او باعث رشد اقتصادی می‌شود.
نقش حکومت
واکر در ستونی در واشینگتن پست نوشت که فکر می‌کند حکومت بسیار بزرگ و بسیار بسط یافته‌است ولی بخشی از حکومت که لازم است باید کار کند و خوب کار کند.
اسلحه
انجمن ملی سلاح به واکر در رتبه‌بندی سال ۲۰۱۴ امتیاز ۱۰۰٪ داد.
مهاجرت
واکر در خصوص مهاجرت غیرقانونی گفته که ایمن‌سازی مرز آمریکا با مکزیک اولویت اول اوست. پس از آن، مهاجران فاقد مدرک در آمریکا می‌توانند به شهروندی دست یابند ولی باید به انتهای صف برگردند یعنی به نحوی که افرادی که منتظر اقامت دائم از قبل در صف منتظرند. در خصوص مهاجرت قانونی واکر اعلام کرده او با همسان سازی موضعش با سناتور جف سشنز که در سرمقاله‌ای در واشینگتن پست خواهان کند کردن مهاجرت قانونی شده، برای محافظت از کارگران آمریکایی تلاش خواهد کرد.
سیاست خارجی
در سال ۲۰۱۵ واکر اعلام کرد در صورت انتخاب به ریاست جمهوری هرگونه مصالحهٔ تهیه شده توسط کاخ سفید که ایران را از دستیابی به سلاح‌های اتمی بازندارد فوراً لغو خواهد کرد. در گفتگویی در فلوریدا واکر اخراج ۱۱۰۰۰ کنترل کنندهٔ ترافیک هوایی در حال اعتصاب از سوی رئیس‌جمهور وقت رونالد ریگان را قابل توجه‌ترین تصمیم سیاست خارجی در طول عمر خود دانست که این پیام را نه تنها در آمریکا بلکه به جهان داد که ریگان از اقدام کردن نمی‌ترسد و نمی‌شود برای ما دردسر ایجاد کرد. واکر وعده داده‌است در صورت انتخاب به ریاست جمهوری توافق هسته ایران و ۵+۱ را لغو و تحریم‌های فلج‌کننده علیه این کشور وضع کند. او انجام حملهٔ نظامی علیه ایران در روز ادای سوگند ریاست جمهوری را بسیار محتمل دانسته‌است.